# Berkeley kärnkraftverk
För andra betydelser, se Berkeley.
Berkeley kärnkraftverk är ett nedlagt kärnkraftverk i Storbritannien. Det ligger vid floden Severn i  Gloucestershire, England. Det var i drift mellan 1962 och 1989.
Konstruktionen av kraftverket påbörjades 1956 och den öppnade 1962. Det fanns två Magnox-reaktorer som producerade 276 MWe. Reaktor 2 stängde i oktober 1988 och reaktor 1 i mars 1989. Berkeley var det första kärnkraftverket som avvecklades i Storbritannien.
Berkeley är en av fyra kärnkraftverk som ligger nära mynningen av floden Severn och Bristolkanalen, de andra är Oldbury kärnkraftverk, Hinkley Point A och Hinkley Point B.